# Olivier Douville
Olivier Douville, né le 9 octobre 1953, est un psychologue clinicien et psychanalyste français, maître de conférences hors classe en psychologie clinique à l'université Paris Ouest Nanterre La Défense. Il dirige les revues Psychologie Clinique et les Cahiers de l'Enfance et de l'Adolescence.

## Biographie
Il suit un cursus de psychologie et obtient un DESS et un DEA de psychologie à l'Université Paris Descartes (1977). Après un stage de psychologue clinicien à Dakar, il réalise un doctorat en psychologie sociale clinique (1982) à l'Université Paris XIII, sous la direction d'Yvonne Castellan, consacré aux adolescents issus de l'immigration maghrébine. Il travaille comme clinicien hospitalier à l'Hôpital de Ville-Évrard, où il met en place des activités de musicothérapie et fait des consultations avec des patients en grande psychose et en autisme. Il fait une psychanalyse avec Nadine Bitner et se forme au psychodrame psychanalytique, puis devient psychanalyste en 1988, adhérent praticien à l'Espace Analytique de 2004 à 2016, puis membre en 2016. Il est également membre de l'Association Française des Anthropologues depuis 2008.
Il est d'abord maître de conférences en psychologie à l'université Rennes 2 puis est promu "Maître de Conférences Hors Classe" à l'Université Paris Ouest Nanterre La Défense, membre du CRPMS (Paris Diderot). Il est responsable scientifique, depuis 2006, d'un séminaire de psychopathologie fondamentale, intitulé alors Ruptures Psychiques-Ruptures sociales à l'EPS de Ville-Évrard. Il anime deux  séminaires à l'Espace Analytique. Il est, avec Monique Sélim,  un des organisateurs du séminaire « Anthropologie et Psychanalyse : regards croisés - théories et terrains », depuis octobre 2011 (Paris, EHESS, Maison Suger).
Il a enseigné aux Universités de Tbilissi (Université Illa et  Université d'Etat), de Rio de Janeiro (UFERJ), de Recife (Brésil) , de Chengdu (Université de philosophie), de Taipei (Université Sinica), de Niamey (Université de Médecine), de Bogota (Université Los Andes)  de Santiago du Chili (Université André Bello, Université Australe) et de Puerto Monte (chili).

## Activité éditoriale
Il est, depuis 1994, directeur de publication de la revue Psychologie clinique dont il a dirigé de nombreux numéros. Il est, depuis 2022, directeur de publication des Cahiers de l'enfance et de l'Adolescence . Il est membre du comité de rédaction de L'Évolution psychiatrique et appartient aux comités de lecture de plusieurs revues françaises et brésiliennes psychanalytiques, parmi lesquelles Cliniques Méditerranéennes, Figures de la psychanalyse, Revue Adolescence, Recherches en psychanalyse, Agora (revue brésilienne de psychanalyse publiée à Rio de Janeiro), Les Cahiers de l'Infantile, Le Journal des Psychologues, Figures de la Psychanalyse Il est membre du comité scientifique de la revue Connexions. 
Il a fondé, en 1999, avec Jean-Marc Masseaut et Hugues Liborel-Pochot, les Cahiers des Anneaux de la mémoire, revue consacrée à l'histoire et aux incidences actuelles de la traite atlantique et qui est publiée en relation avec l'Unesco.
Il est cofondateur, avec Nianguiry Kanté, en 2010, de la Revue africaine des Sciences sociales et de la Santé publique  dont il est le co-rédacteur en Chef depuis Janvier 2022.
Il codirige, depuis 2014, avec Michel Gardaz, la collection « Psychanalyse » des éditions Anthropos/Economica, et, depuis 2013, avec Laurent Ottavi et Guy de Villers Grand Champs, la collection « Clinique psychanalytique et psychopathologie » des Presses universitaires de Rennes.
Il est rédacteur en chef des Cahiers de l'Enfance et de l'Adolescence, depuis septembre 2022

## Distinctions
- 2008 : Prix Oedipe Le Salon pour son livre De l'adolescence errante, essai sur les non-lieux de nos modernités
- 2014 : Lauréat du Henry P. and M. Page Laughlin Clinical Research Award, American College of Psychoanalysts.
- Chevalier de la Légion d'honneur, 2017.

## Publications

### En tant qu'auteur
- De l'adolescence errante, Nantes, Pleins Feux, 2007, Prix Œdipe 2008, réédité avec une postface originale de l'auteur aux Editions des Alentours, Paris, 2017.
- Les Figures de l’Autre - Pour une anthropologie clinique, Paris, Dunod, 2014.
- Présentation, analyse et commentaire de Deuil et Mélancolie de Freud, Paris, In Press, 2016.
- "La psychanalyse dans le monde du temps de Freud. Chronologie", Toulouse,Eres, 2023
- Levy-Strauss à la plage, Dunod, 2025

### Ouvrages collectifs
- Anthropologie et Clinique, recherches et perspectives, Rennes, ARCP, 1996.
- Cultures, Insertion et santé, avec Colette Sabatier, Paris, L'Harmattan, 2000.
- Les méthodes cliniques en psychologie, Paris, Dunod, 2006.
- Dix entretiens en psychologie clinique de l'adulte, avec Benjamin Jacobi, Paris, Dunod, 2008, rééditée avec une nouvelle préface d'Olivier Douville en 2019.
- Cliniques psychanalytiques de l'exclusion, Paris, Dunod, 2011.
- Guerres et Traumas, Paris, Dunod, 2016.